# Jun Akiyama
Pour les articles homonymes, voir Akiyama.
Jun Akiyama (秋山準, Akiyama Jun) (né le 2 octobre 1969 à Izumi, Préfecture d'Ōsaka) est un catcheur (lutteur professionnel) et promoteur de catch japonais.
Entraîné pour devenir catcheur dans le dojo de l'All Japan Pro Wrestling (AJPW), il débute dans cette fédération en 1992. Il s'y fait connaître pour son travail en équipe avec d'abord Mitsuharu Misawa avec qui il devient champion du monde par équipe AJPW puis champion par équipe All Asia avec Takao Omori puis deux fois champion du monde par équipe AJPW avec Kenta Kobashi.
Il quitte l'AJPW en 2000 quand Misawa part fonder la Pro Wrestling NOAH et ce dernier fait de lui une des vedettes de cette fédération en devenant champion poids-lourds Global Honored Crown (GHC) à trois reprises ainsi que champion hardcore toutes catégories GHC. Il s'y fait connaître aussi en tant qu'équipier d'Akitoshi Saito avec qui il est champion par équipe GHC à deux reprises et est aussi l'équipier de Takeshi Rikio (en) avec qui il remporte une fois ce titre.
En 2013, il retourne à l'AJPW dont il devient président en 2014.

## Jeunesse
Akiyama pratique la natation, la lutte et le judo durant sa jeunesse.

## Carrière

### All Japan Pro Wrestling (1992-2000)
Akiyama entre au dojo de l'All Japan Pro Wrestling où il s'entraîne auprès de Giant Baba, Kenta Kobashi et Jumbo Tsuruta. C'est face à Kobashi qu'il perd son premier combat le 17 septembre 1992. En fin d'année, Baba le met en avant durant le tournoi Real World Tag League avec Takao Omori. Ils atteignent la finale où ils échouent face à Mitsuharu Misawa et Toshiaki Kawada et ne remportent pas le championnat du monde par équipe AJPW alors vacant.

### Pro Wrestling Noah (2000–2012)
Après une dispute à AJPW sur la direction et le management, il quitta la fédération pour celle de Mitsuharu Misawa, la Pro Wrestling NOAH crée au milieu de 2000. Il dispute son premier match lors de Departure où avec Kenta Kobashi, ils battent Akira Taue et Mitsuharu Misawa dans un Best Two Out Of Three Falls Match. He a été rapidement établit comme to pstar de la fédération en devenant GHC Heavyweight Champion, mais rata de briller dans la position avec NOAH, qui éventuellement, forcé d'abandonner son push, en utilisant Yoshinari Ogawa pour regagner le titre d'Akiyama. Il continua de travailler à NOAH comme compétiteur par équipe remportant le GHC Tag Team Championship avec Akitoshi Saito.
En avril 2004, il créa le|GHC Openweight Hardcore Championship pour revenir dans les compétitions en solo. Cela le poussa dans une position de challenger pour le titre GHC de poids-lourd contre Kenta Kobashi qui a été voté comme match de l'année par la Wrestling Observer Newsletter. Fin 2004 et une bonne partie de 2005 ont été marqués par sa rivalité avec son protégé Makoto Hashi. Le 22 janvier 2006, Akiyama défait Akira Taue pour devenir le GHC Heavyweight Champion pour une seconde fois. Il réussit à conserver son titre contre Minoru Suzuki le 5 mars et contre Masao Inoue le 24 avril, mais il fut battu par Naomichi Marufuji le 9 septembre dans sa troisième défense
Plus tard, il gagna son seconde GHC Tag Team Championship avec Takeshi Rikio le 1er avril 2007 (la première fut gagné le 23 septembre 2002 avec Akitoshi Saito où ils perdirent le titre face à Kobashi et Tamon Honda), mais ils seront obligés de rendre le titre vacant à la suite des blessures de Rikio au cou.
Il retourne à la All Japan par la suite, tout en continuant à apparaitre à la NOAH. Lors de Pro Wrestling Love in Ryogoku Vol.13 il devient AJPW Triple Crown Champion pour la première fois en battant Suwama et il défendra son titre contre Taiyo Kea le 27 novembre lors de NOAH GREAT VOYAGE 2011 IN TOKYO VOL.
Le 22 janvier, lui et Akitoshi Saito battent Bad Intentions (Giant Bernard et Karl Anderson) et remportent les GHC Tag Team Championship pour la deuxième fois.
Le 22 juillet, ils perdent les titres contre Samoa Joe et Magnus.

### Retour à la All Japan Pro Wrestling (2013–2020)
Le 26 janvier 2013, lui, Shiozaki, Atsushi Aoki, Kotarō Suzuki et Yoshinobu Kanemaru, qui avaient tous quitter la NOAH dans le même temps, ont annoncé qu'ils avaient rejoint la All Japan Pro Wrestling,ils forment le clan " Burning ". Le 17 mars, lui et Gō Shiozaki battent Get Wild (Manabu Soya et Takao Omori) et remportent les AJPW World Tag Team Championship. Lors de Final Burning in Budokan, lui, Kenta Kobashi, Keiji Mutoh et Kensuke Sasaki battent Gō Shiozaki, Kenta, Maybach Taniguchi et Yoshinobu Kanemaru. Le 5 juillet, à la suite d'un exode de masse dirigé par Keiji Mutoh, il a été annoncé que Akiyama, avec le reste de Burning avait signé un contrat d'exclusivité avec la All Japan. Le 22 octobre, lui et Shiozaki perdent leur titres contre Evolution (Suwama et Joe Doering).
Le 26 janvier 2014, lui et Yoshinobu Kanemaru battent Atsushi Aoki et Kotarō Suzuki et remportent les AJPW All Asia Tag Team Championship. Le 29 avril ils perdent leur titres contre Keisuke Ishii et Shigehiro Irie de la Dramatic Dream Team.  Plus tard le même soir, il gagne "accidentellement" le Ironman Heavymetalweight Championship, après la pose de son bras sur la ceinture lors d'une interview dans les coulisses. Le 4 juin, il a été signalé que Akiyama deviendrait le nouveau président de la All Japan Pro Wrestling, à partir du 1er juillet. La All Japan Pro Wrestling a confirmé le rapport avec une annonce officielle le lendemain . Le 15 juin, il perd contre Takao Omori et ne remporte pas le vacant AJPW Triple Crown Heavyweight Championship. Le 28 juin, lui et Takao Omori battent Evolution (Suwama et Joe Doering) et remportent les AJPW World Tag Team Championship.
Le 1er novembre, il bat Akebono et remporte le AJPW Triple Crown Heavyweight Championship pour la deuxième fois. Le 2 janvier 2016, il perd le titre contre Suwama.
Le 12 mars 2017, il bat Kenso et remporte le vacant Gaora TV Championship.
Le 3 janvier 2018, ils perdent les titres contre Suwama et Shuji Ishikawa. Le 3 février, lui et Yūji Nagata battent Naoya Nomura et Ryoji Sai et remportent les vacants AJPW All Asia Tag Team Championship.

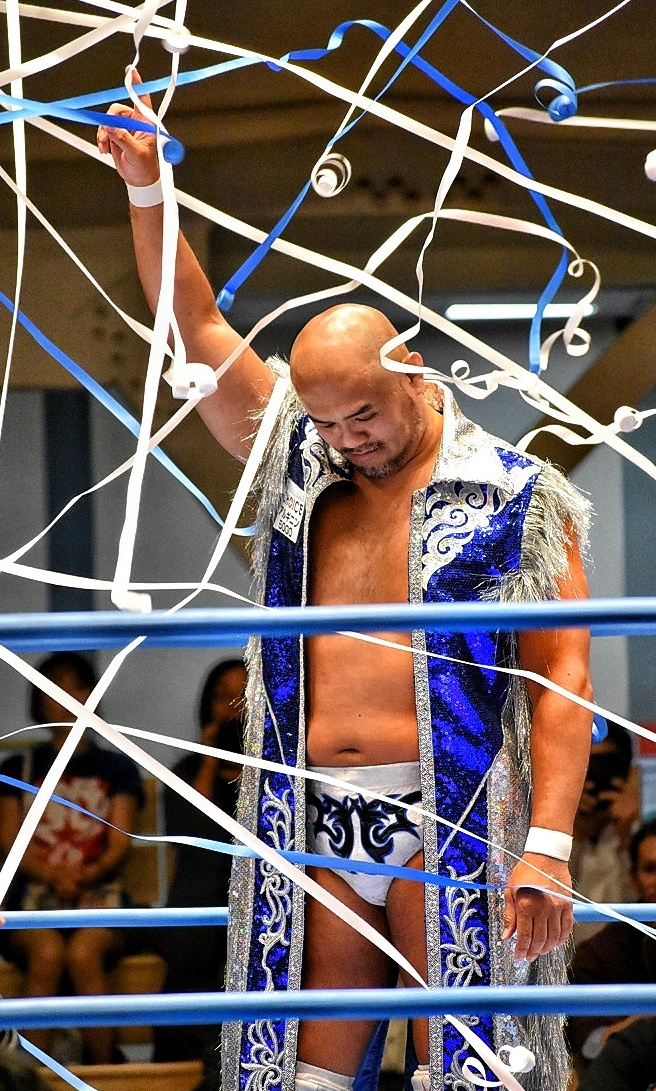
Akiyama en Octobre 2019

### DDT Pro-Wrestling (2020–...)
Peu de temps après, il forme le groupe Junretsu avec Makoto Oishi, Mizuki Watase et Hideki Okatani.
Le 27 décembre, il remporte le D-Oh Grand Prix en battant en finale Konosuke Takeshita. Lors de Kawasaki Strong 2021, il bat Tetsuya Endo et remporte le KO-D Openweight Championship,.

## Palmarès et accomplissements
- All Japan Pro Wrestling
  - 3 fois AJPW All Asia Tag Team Championship avec Takao Omori (1), Yoshinobu Kanemaru (1) et Yūji Nagata (1)
  - 7 fois AJPW World Tag Team Championship avec Kenta Kobashi (2), Mitsuharu Misawa (1), Gō Shiozaki (1), et Takao Omori (3)
  - 2 fois AJPW Triple Crown Heavyweight Championship
  - 1 fois Gaora TV Championship
  - Asunaro Cup (1994)
  - Asunaro Tag Cup (1998) – avec Takao Omori
  - One Night Six Man Tag Team Tournament (1999) avec Kenta Kobashi et Kentaro Shiga
  - Champion Carnival (2013)
  - Ōdō Tournament (2015)
  - World's Strongest Tag Determination League (1998, 1999) avec Kenta Kobashi
  - World's Strongest Tag Determination League (2014) avec Takao Ōmori
  - Zen Nihon Award (2014)

- Dramatic Dream Team
  - 1 fois KO-D Openweight Championship
  - 3 fois Ironman Heavymetalweight Championship
  - D-Oh Grand Prix (2020)

- Pro Wrestling NOAH
  - 3 fois GHC Heavyweight Championship
  - 1 fois GHC Openweight Hardcore Championship
  - 3 fois GHC Tag Team Championship avec Akitoshi Saito (2) et Takeshi Rikio (1)
  - Global Tag League (2011) avec Akitoshi Saito

## Récompenses des magazines
- Pro Wrestling Illustrated

| Année | 1994 | 1995 | 1996 | 1997 | 1998 | 1999 | 2000 | 2001 | 2002 | 2003 | 2004 | 2005 | 2006 | 2007 | 2008 | 2009 | 2010 | 2011 | 2012 | 2013 | 2014 | 2015 | 2016 | 2017 | 2018 | 2019 | 2020 | 2021 | 2022       | 2023 |
| ----- | ---- | ---- | ---- | ---- | ---- | ---- | ---- | ---- | ---- | ---- | ---- | ---- | ---- | ---- | ---- | ---- | ---- | ---- | ---- | ---- | ---- | ---- | ---- | ---- | ---- | ---- | ---- | ---- | ---------- | ---- |
| Rang  | 119  | 190  | 96   | 79   | 27   | 35   | 42   | 39   | 48   | 138  | 125  | 107  | 20   | 72   | 277  | 42   | 181  | 193  | 6    | 76   | 90   | 150  | 202  | 250  | 230  | 299  | 440  | 51   | Non classé | 153  |

- Wrestling Observer Newsletter
  - Rookie of the Year 1993
  - Match de l'année avec Mitsuharu Misawa contre Steve Williams et Johnny Ace en 1996, avec Kenta Kobashi en 2004
  - Équipe de l'année avec Mitsuharu Misawa en 1996 et en 1997, avec Kenta Kobashi en 1999

| # | Résultat | Adversaire                                                           | Évènement                              | Date           | Durée | Lieu                 | Notes                                                                                    |
| - | -------- | -------------------------------------------------------------------- | -------------------------------------- | -------------- | ----- | -------------------- | ---------------------------------------------------------------------------------------- |
| 1 | Victoire | The Holy Demon Army (Yoshinari Ogawa, Toshiaki Kawada et Akira Taue) | AJPW Summer Action Series 1993 - Tag 1 | 2 juillet 1993 | 25:36 | Korakuen Hall, Tokyo | Dans un Six Man Tag Team Match où il fait équipe avec Kenta Kobashi et Mitsuharu Misawa. |